# 隆杜因巴利
隆杜因巴利（葡萄牙語：Londuimbali），是個位於安哥拉中部的城鎮，由萬博省負責管轄，南鄰埃庫尼亞，面積2,698平方公里，2006年人口161,172，人口密度每平方公里60人。